# Zapadka brownowska

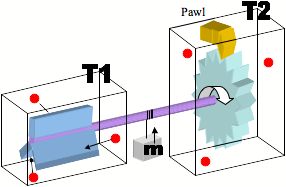
Schemat zapadki

Zapadka brownowska (zębatka brownowska) – jeden z pomysłów realizacji demona Maxwella. Składa się z koła z zamocowanym mechanizmem zębatkowo-zapadkowym. Koło jest rozkręcane przypadkowymi ruchami Browna, lecz mechanizm zapadkowy blokuje ruch w jednym kierunku, a z ruchu rozkręconego koła w jednym kierunku można bez problemu pobrać energię mechaniczną (perpetuum mobile II rodzaju).
Wnikliwa analiza teoretyczna problemu doprowadziła do ustalenia, że ruchy Browna też będą przypadkowo poruszały zapadką, więc uzyskanie ruchu w jednym kierunku jest niemożliwe. Wynik ten potwierdzono empirycznie na molekułach (jedna cząsteczka służyła za zapadkę a druga za koło), ruch był przypadkowy.
Zapadkę brownowską po raz pierwszy opisał Marian Smoluchowski, a spopularyzował Richard Feynman.
Badanie tego mechanizmu spowodowało odkrycie idei silników brownowskich (zwanych też silnikami molekularnymi) i pomp. Nie łamią one II prawa termodynamiki. Wykorzystują je żywe organizmy (poruszanie witkami przez niektóre bakterie, przepompowywanie cząstek przez błonę, skurcz mięśni).